# FAANG
Fang (Facebook, Apple, Amazon.com, Netflix in Google) je kratica za ameriška tehnološka podjetja katerih cene delnic strmo naraščajo. Ta podjetja so znana tudi po tem, da so na vrhu tehnološkega razvoja.
Obstajajo tudi druge kratice, ki vsebujejo ostala visoko razvita tehnološka podjetja:
- FANG - Facebook, Amazon.com, Netflix in Google
- FAAMG- Facebook, Apple,Amazon.com, Microsoft in Google
- FAANGMULA - Facebook, Apple, Amazon.com, Netflix, Google, Microsoft, Uber, Lyft, in Airbnb itd.